# Ньютон, Роберт (актёр)
Ро́берт Нью́тон (англ. Robert Newton; 1 июня 1905, Шафтесбери — 25 марта 1956, Беверли-Хиллз, Калифорния) — британский актёр театра, кино и телевидения. В основном запомнился ролями пиратов, является «святым покровителем» Международного пиратского дня (19 сентября).

## Биография
Роберт Ньютон родился 1 июня 1905 года в городе Шафтсбери в семье художника-пейзажиста Элджернона Ньютона (1880—1968) и писательницы Марджори. Учился в Ламорне — «бухте художников», затем в Школе Святого Бартоломью.
Впервые на театральных подмостках появился в возрасте 15 лет в театре англ. Birmingham Repertory Theatre и играл в постановках до самой смерти.
Во время Второй Мировой войны служил во флоте на тральщике «Бритомарт», который сопровождал, в том числе, советские конвои.
Впервые на широком экране появился в 1932 году, с 1953 года — также на телевидении.
К концу жизни Ньютон был болен хроническим алкоголизмом, в результате чего 25 марта 1956 года он скончался от инфаркта миокарда в Беверли-Хиллз. Он был похоронен на Вествудском кладбище, но спустя много лет сын актёра, Николас, осуществил последнюю волю отца и развеял его прах над заливом Маунтс, неподалёку от Ламорны, где прошло детство Роберта Ньютона.

### Личная жизнь
Роберт Ньютон был женат четырежды, от этих браков осталось трое детей:
1. Петронелла Уолтон (1929 — ?), развод, дочь Сэлли (1930—2001, актриса)
2. Энни Маклин (1936 — ?), детей нет
3. Натали Ньюхауз (1947—1952), развод, сын Николас (род. 1950, театральный продюсер; лишён в отношении него родительских прав)
4. Вера Будник (1952 — 25 марта 1956), смерть актёра, сын Ким (род. 1953, фотожурналист)[5]

## Избранные работы

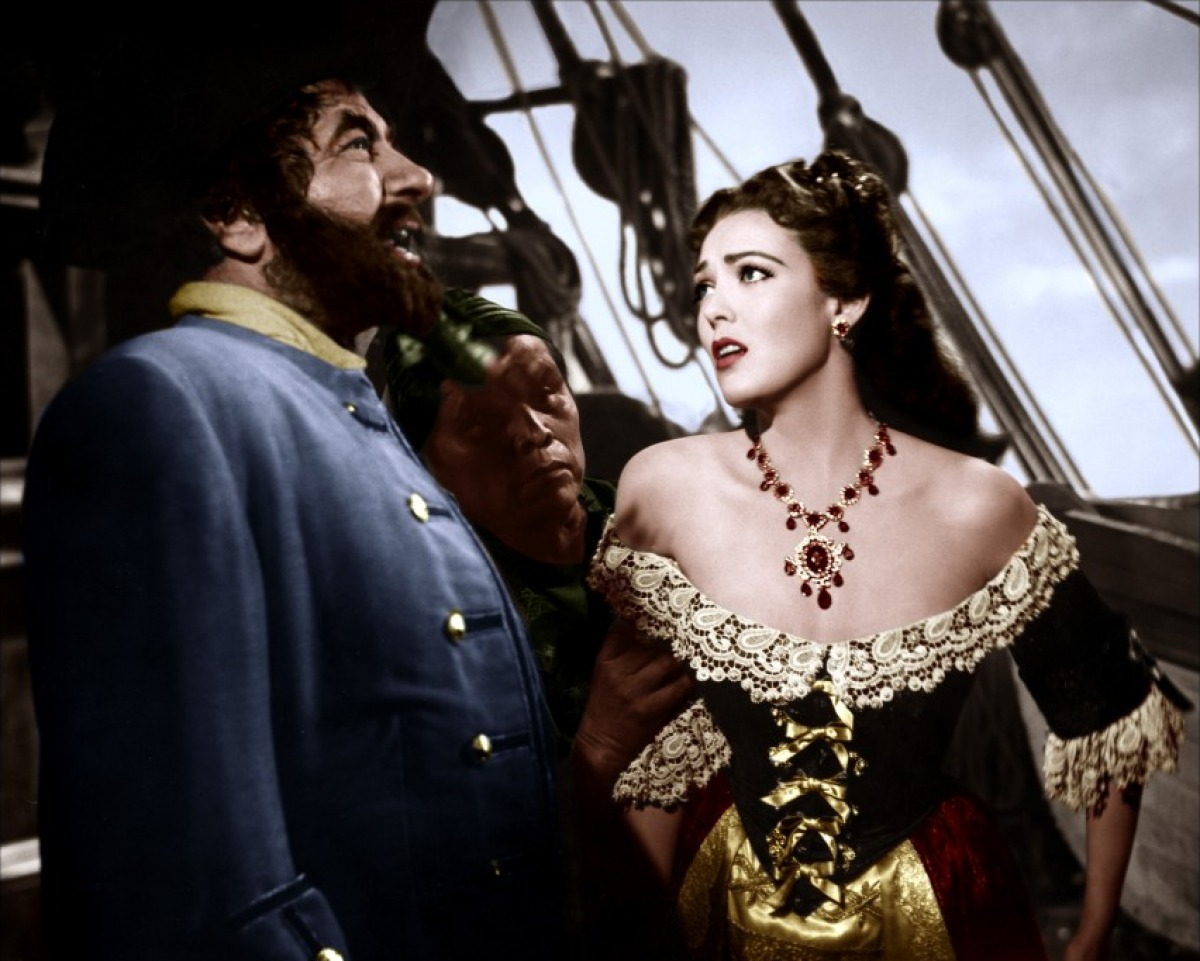
С Линдой Дарнелл в фильме «Пират Чёрная Борода»

За 24 года своей кино-карьеры Роберт Ньютон снялся в более чем полусотне фильмов и сериалов.

### Широкий экран
- 1937 — Пламя над Англией / Fire Over England — Дон Педро
- 1937 — Мрачное путешествие[англ.] / Dark Journey — офицер на U-boat
- 1937 — Я, Клавдий / I, Claudius — Кассий Херея, капитан стражи Калигулы и его убийца
- 1939 — Таверна «Ямайка» / Jamaica Inn — Джем Трехерн, разбойник
- 1939 — Отравленная ручка[англ.] / Poison Pen — Сэм Харрин
- 1940 — Двадцать один день / 21 Days — Толли
- 1940 — Газовый свет[англ.] / Gaslight — Винсент Аллсуотер
- 1941 — Майор Барбара[англ.] / Major Barbara — Билл Уокер
- 1942 — За́мок Броуди[англ.] / Hatter’s Castle — Джеймс Броуди
- 1942 — Они улетели одни[англ.] (Крылья и женщина) / They Flew Alone — Джим Моллисон
- 1944 — Этот счастливый народ / This Happy Breed — Фрэнк Гиббонс
- 1944 — Генрих V / Henry V — Пистоль
- 1947 — Выбывший из игры / Odd Man Out — Люки
- 1947 — Гавань искушения / Temptation Harbour — Берт Мэллисон
- 1948 — Оливер Твист / Oliver Twist — Билл Сайкс
- 1948 — Поцелуями сотри кровь с моих рук / Kiss the Blood Off My Hands — Гарри Картер
- 1949 — Наваждение / Obsession — доктор Клайв Риордан
- 1950 — Остров сокровищ / Treasure Island — пират Джон Сильвер
- 1951 — Три солдата[англ.] / Soldiers Three — рядовой Билл Сайкс
- 1952 — Отверженные[англ.] / Les Misérables — Этьен Жавер
- 1952 — Андрокл и лев / Androcles and the Lion — Ферровий
- 1952 — Пират Чёрная Борода / Blackbeard the Pirate — пират Чёрная Борода
- 1953 — Крысы пустыни / The Desert Rats — Том Бартлетт
- 1954 — Великий и могучий[англ.] / The High and the Mighty — Густав Парди
- 1954 — Бродяга[англ.] / The Beachcomber — Эдвард Уилсон
- 1954 — Долговязый Джон Сильвер / Long John Silver — пират Джон Сильвер
- 1956 — Вокруг света за 80 дней / Around the World in Eighty Days — инспектор Фикс

### Телевидение
- 1955 — Кульминация![англ.] / Climax! — Кит Доррант (в 1 эпизоде)
- 1956 — Альфред Хичкок представляет / Alfred Hitchcock Presents — Питер Дж. Гудфеллоу (в 1 эпизоде)
- 1956—1957 — Приключения Долговязого Джона Сильвера[англ.] / The Adventures of Long John Silver — пират Джон Сильвер (в 26 эпизодах)

### Театр
- Горькая сладость[англ.] в постановке Ноэла Кауарда
- Частные жизни[англ.]
- Гамлет в постановке Лоренса Оливье — Гораций
- Газовый свет[англ.]